# Stigmaphyllon laciniatum
Stigmaphyllon laciniatum är en tvåhjärtbladig växtart som först beskrevs av Erik Leonard Ekman och Franz Josef Niedenzu, och fick sitt nu gällande namn av C. Anderson. Stigmaphyllon laciniatum ingår i släktet Stigmaphyllon och familjen Malpighiaceae. Inga underarter finns listade i Catalogue of Life.